# Svetovno šahovsko prvenstvo 2005
Svetovno šahovsko prvenstvo 2005, ki ga je organizirala FIDE, je potekalo od 28. septembra do 16. oktobra 2005 v San Luisu v Argentini. Veselin Topalov je osvojil naslov svetovnega šahovskega prvaka.
Sodelovalo je osem vrhunskih šahovskih velemojstrov, ki so dosegli naslednje število točk:
1. Veselin Topalov, Bolgarija 10,0
2. Višvanatan Anand, Indija 8,5
3. Peter Svidler, Rusija 9,5
4. Alexander Morozevič, Rusija 7,0
5. Peter Leko, Madžarska 6,5
6. Rustam Kasimdžanov, Uzbekistan 5,5
7. Michael Adams, Anglija 5,5
8. Judit Polgar, Madžarska 4,5

Kasimdžanov je bil uradni prvak FIDE iz leta 2004, ostali pa so bili uvrščeni po ratingu. Polgarjeva je bila prva ženska igralka, ki se je borila za naslov (absolutnega) prvaka. Na turnir sta bila vabljena tudi Vladimir Kramnik, ki je zavrnil povabilo, ter Kasparov, ki pa se je medtem šahovsko upokojil. FIDE je objavila, da bo zmagovalec svetovni šahovski prvak. Kljub temu bo za nekatere prvak še vedno Kramnik.
Tekmovanja je potekalo po dvokrožnem Bergerjevem sistemu, vsak je igral z vsakim dvakrat, enkrat z belimi, enkrat s črnimi figurami. Igralni čas: 120 minut za prvih 40 potez, nato se doda 60 minut, po 60. potezi se doda še 15 minut, poleg tega se od 60. poteze naprej dodaja 30 sekund po vsaki potezi. 

## Rezultati

### Prva polovica turnirja
Po prvem krogu je brez izgubljene partije vodil Topalov (6,5) pred Svidlerjem (4,5).
```
 N     Ime                  Tit FED  ELO LRat  1   2   3   4   5   6   7   8     Tčk
 1 Leko,Peter                GM HUN 2763 2763 XXX  =   0   1   =   1   =   0     3.5       
 2 Morozevich,Alexander      GM RUS 2707 2707  =  XXX  0   =   1   =   =   0     3.0       
 3 Svidler,Peter             GM RUS 2738 2738  1   1  XXX  1   =   =   =   0     4.5       
 4 Polgar,Judit              GM HUN 2735 2735  0   =   0  XXX  0   =   1   0     2.0       
 5 Anand,Viswanathan         GM IND 2788 2788  =   0   =   1  XXX  1   0   =     3.5       
 6 Adams,Michael             GM ENG 2719 2719  0   =   =   =   0  XXX  =   0     2.0       
 7 Kasimdzhanov,Rustam       GM UZB 2670 2670  =   =   =   0   1   =  XXX  0     3.0       
 8 Topalov,Veselin           GM BUL 2788 2788  1   1   1   1   =   1   1  XXX    6.5       
```

### Druga polovica turnirja
```
 N     Name                  Tit FED  ELO LRat  1   2   3   4   5   6   7   8   Pts Place
 1 Leko,Peter                 GM HUN 2763 2763 XXX  0   =   =   0   =   1   =  6.5    5   -1.39
 2 Morozevich,Alexander       GM RUS 2707 2707  1  XXX  0   =   =   =   1   =  7.0    4    0.65
 3 Svidler,Peter              GM RUS 2738 2738  =   1  XXX  =   =   =   =   =  8.5    3    1.50
 4 Polgar,Judit               GM HUN 2735 2735  =   =   =  XXX  0   =   0   =  4.5    8   -2.50
 5 Anand,Viswanathan          GM IND 2788 2788  1   =   =   1  XXX  =   1   =  8.5    2    0.46
 6 Adams,Michael              GM ENG 2719 2719  =   =   =   =   =  XXX  =   =  5.5    7   -1.11
 7 Kasimdzhanov,Rustam        GM UZB 2670 2670  0   0   =   1   0   =  XXX  =  5.5    6    0.43
 8 Topalov,Veselin            GM BUL 2788 2788  =   =   =   =   =   =   =  XXX 10.0   1    1.96
```